# François Hamon
Francois Hamon (Guerlesquin, 20 gennaio 1939) è un ciclista su strada francese, professionista dal 1961 al 1966.

## Carriera
La sua vittoria più prestigiosa fu il Bretagne Classic Ouest-France del 1966.

## Palmarès

### Strada
- 1962

Circuit du Finisterre
- 1967

Bretagne Classic Ouest-France